# Luis Fortuño

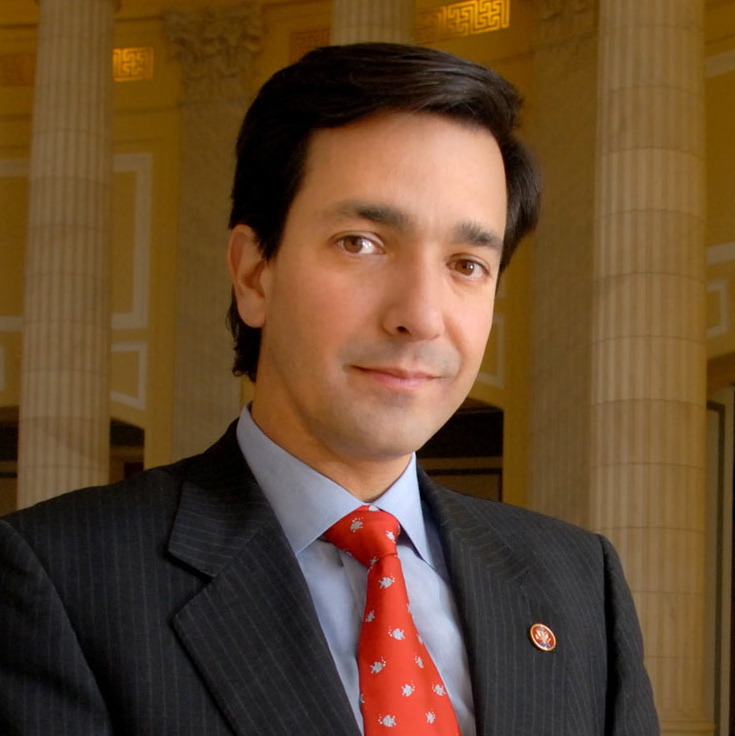
Luis Fortuño

Luis Guillermo Fortuño Burset (* 31. Oktober 1960 in San Juan) ist ein puerto-ricanischer Politiker. Er vertrat Puerto Rico von 2005 bis 2009 als Delegierter im US-Repräsentantenhaus und war vom 2. Januar 2009 bis zum 2. Januar 2013 der Gouverneur des US-Außengebietes. Fortuño ist Mitglied der Partido Nuevo Progresista und steht den Republikanern nahe.
Fortuño studierte an der Georgetown University und der University of Virginia. 2004 trat er für die PNP zur Wahl als Resident Commissioner an. Aníbal Acevedo Vilá, der dieses Amt bis dahin bekleidet hatte, wurde 2004 von seiner Partei für das Amt des Gouverneurs nominiert, so dass Roberto Prats für die den US-Demokraten nahestehende Partido Popular Democrático für das Amt des Resident Commissioner kandidierte. Fortuño konnte sich jedoch gegen seinen Kontrahenten durchsetzen. Er vertrat Puerto Rico damit ab dem 3. Januar 2005 im US-Repräsentantenhaus.
Im November 2008 kandidierte Fortuño gegen Amtsinhaber Acevedo Vilá für den Posten des Gouverneurs. Er gewann mit 52,8 Prozent der Wählerstimmen und trat sein Amt zu Jahresbeginn 2009 an. 2011 autorisierte er das Referendum über den Status Puerto Ricos 2012.